# Џимбо Џоунс
Корки Џејмс „Џимбо“ Џоунс (енгл. Corky James "Jimbo" Jones) је измишљени лик из цртане серије Симпсонови, коме глас позајмљује Памела Хејден. Џимбо носи једну плаву капу са собом и једну црну мајицу. Увек је заједно са Нелсоном, Кернијем и са Долфом и он је вођа њихове банде.